# Lochranza
Lochranza (in gaelico scozzese: Loch Raonasa)  è un villaggio situato sull'isola di Arran, nel Firth of Clyde, Scozia. La popolazione ammonta a circa 200 persone.

## Geografia fisica

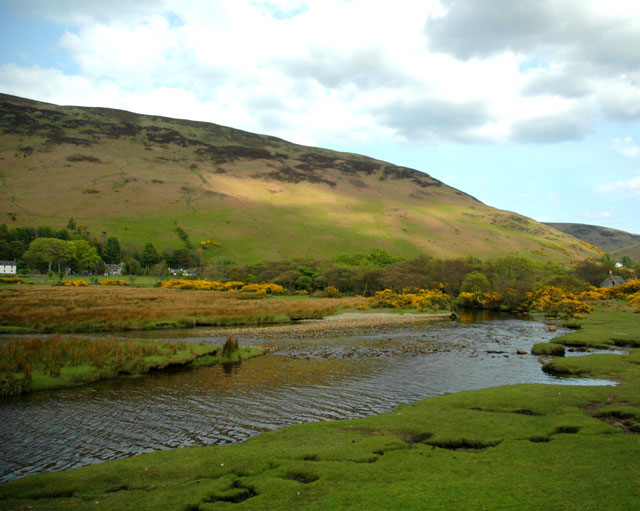
La campagna presso Lochranza

Lochranza è il villaggio situato più a nord dell'isola di Arran, e si trova nell'angolo nord-occidentale dell'isola. Il villaggio si trova sulle coste del Loch Ranza, un piccolo loch. Da qui, i traghetti effettuano servizio verso Claonaig, sulla terraferma scozzese. Il villaggio è fiancheggiato a nord-est dalle colline Torr Meadhonach.

### Geologia
Lochranza ha un centro studi sul campo, dove scuole da tutto il Regno Unito vengono a studiare l'interessante geologia del luogo e della vicina Discordanza di Hutton a nord di Newton Point, dove il "padre della geologia moderna" James Hutton fondò il suo primo esempio di discordanza angolare durante una visita nel 1787.

### Clima
Lochranza è conosciuta per avere le minori ore di sole di qualsiasi centro abitato del Regno Unito, in quanto sorge in un glen che guarda verso nord, su un'isola con importanti livelli di piogge. Le strade non hanno illuminazione pubblica, pertanto nei mesi invernali sono piuttosto buie.

### Fauna
La zona intorno al Castello di Lochranza è un luogo favorevole per l'osservazione del cervo rosso; il villaggio è infatti sede di un importante gruppo di cervi e, sulla costa nord, durante tutto l'anno, si può osservare la foca grigia. Lontre e aquile reali sono anche molto comuni nella zona.

## Economia
Un tempo importante centro per la pesca delle aringhe, l'economia del villaggio è oggi principalmente incentrata sul turismo, dopo la riapertura del porto nel 2003. Il Castello di Lochranza è oggi una rovina del castello a forma di L del XVI secolo, lungo la strada dall'ostello della gioventù di Lochranza.
Lochranza è sede della Distilleria di Arran, costruita nel 1995 per produrre il Arran Single Malt. La distilleria è una delle principali industrie dell'isola. Il bar del Lochranza Hotel, a nord della distilleria, ha una delle più ampie collezioni di Scotch whisky della nazione: sono disponibili oltre 350 diversi Scotch whisky.

## Infrastrutture e trasporti

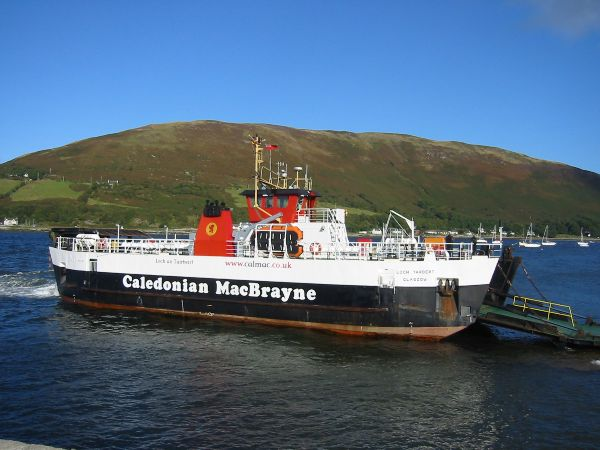
MV Loch Tarbert allo scivolo di Lochranza

Nel 2003 fu costruito un nuovo porto, che permette alle navi di dimensioni maggiori un accesso più facile, con la possibilità di far sbarcare i passeggeri per una visita del villaggio. I traghetti di linea che utilizzano il porto sono, tra gli altri, il battello a vapore Waverley e il Lord of the Glens, una piccola nave da crociera.